# Дарко Русо
Дарко Русо (28. март 1962) је српски кошаркашки тренер.

## Клубови
Дарко Русо је од 1995. године био тренер Беобанке. У октобру 2000. постао је тренер Партизана. Са црно-белима је у сезони 2000/01. стигао до финала домаћег првенства и купа али је оба пута поражен од Будућности. На крају те сезоне је добио отказ.
Дана 30. октобра 2001. је постао тренер Хемофарма, међутим већ након месец дана добио је отказ. У јануару 2002. постао је тренер Будућности.
Од 2002. до 2005. био је тренер Аполона из Патре. За сезону 2006/07. био је тренер Марусија. У априлу 2009. је преузео Игокеу
У новембру 2010. је постао тренер Ираклиса. Међутим незадовољан ситуацијом у клубу, поднео је оставку већ у јануару 2011. У мају 2011. преузео је украјински Химик и са њима потписао једногодишњи уговор. У јулу 2013. је преузео један од најбољих аустријских тимова Цептер Беч.

## Репрезентација
Са репрезентацијом СР Југославије до 22 године, освојио је бронзану медаљу на Светском Првенству 1997. у Мелбурну, Аустралија. Такође је био помоћник Жељку Обрадовићу у сениорској репрезентацији од 1998. до 2000. године.